# Kiki Bertens
Kiki Bertens, née le 10 décembre 1991 à Wateringen, est une joueuse de tennis néerlandaise, professionnelle de 2009 à 2021.
Elle a remporté dix tournois en simple et dix en double dames sur le circuit WTA.

## Carrière
En avril 2012 au Grand Prix du Maroc, elle se qualifie pour la deuxième fois pour le tableau principal d'un tournoi WTA et atteint ensuite la finale où elle s'impose contre Laura Pous Tió. Grâce à ce succès, elle intègre pour la première fois le top 100 mondial à la 92e place.

### 2016: première demi-finale en Grand Chelem à Roland-Garros
En mai, au tournoi de Nuremberg, elle bat la 7e joueuse mondiale, Roberta Vinci (6-4, 7-64) au deuxième tour après être sortie des qualifications. Elle atteint ensuite la finale où elle bat facilement Mariana Duque Mariño (6-2, 6-2) et remporte son deuxième titre en simple avec 100 % de réussite en finale.
La semaine suivante, elle participe à Roland-Garros et y réalise son meilleur résultat en tournoi du Grand Chelem en atteignant les demi-finales. Après avoir battu la 3e mondiale Angelique Kerber au premier tour (6-2, 3-6, 6-3), l'Italienne Camila Giorgi (6-4, 6-1), puis la tête de série numéro 29, Daria Kasatkina (6-2, 3-6, 10-8) au terme d'un gros dernier set et enfin la tête de série numéro 15, Madison Keys (7-64, 6-3). Par la suite, la 9e mondiale Timea Bacsinszky en quarts de finale (7-5, 6-2) en 1 h 52 pour atteindre le dernier carré,. Elle perd contre la no 1 mondiale Serena Williams, (6-77, 4-6) en 1 h 38 après avoir fait jeu égal dans le premier set, et bien abordée sa première demi-finale dans cette catégorie de tournoi.
En juillet, encore sur terre battue au tournoi de Gstaad, elle arrive jusqu'en finale en battant Tamira Paszek en trois manches, Claire Feuerstein et Irina Khromacheva en deux manches, puis en demie, elle bat la tête de série no 1, encore une fois Timea Bacsinszky (7-5, 7-61) comme à Roland-Garros. Mais perdra (6-3, 4-6, 3-6) contre une autre Suissesse Viktorija Golubic, disputant sa première finale en carrière.

### 2017: début difficile puis deux titres
Elle revient avec des performances sur terre battue, au tournoi de Madrid en se qualifiant pour les quarts de finale sans perdre de set, en battant Ekaterina Makarova (6-1, 7-64), Timea Bacsinszky (6-2, 6-2) et Irina-Camelia Begu (6-1, 7-5). Signant son premier quart dans un Premier Mandatory, mais vaincue (3-6, 3-6) par Anastasija Sevastova. Avec la confiance, elle enchaîne bien au tournoi de Rome, pour son premier tour elle bat difficilement Monica Niculescu, puis expédie Catherine Bellis et passe la Russe Ekaterina Makarova (7-63, 6-1) pour aller à nouveau en quart ; là elle affronte et bat facilement (6-3, 6-3) la qualifiée, Daria Gavrilova pour atteindre le dernier carré où elle affrontera, Simona Halep 4e mondiale. Elle est vaincue (5-7, 1-6) en 1 h 17 après un premier set encourageant. La semaine suivant, elle réussit à conserver son titre au tournoi de Nuremberg sans perdre de set. En battant : Katharina Gerlach, Annika Beck (7-5, 6-2), Alison Riske (6-4, 6-3), puis sur abandon Misaki Doi et enfin en finale la qualifiée, Barbora Krejčíková (6-2, 6-1) facilement en moins d'une heure.
Après des tournois sur gazon sans grande réussite, Kiki revient sur terre à Gstaad. Ne perdant aucun set jusqu'à la finale, où elle s'impose (6-4, 3-6, 6-1) contre la jeune Anett Kontaveit, cette victoire lui fait du bien, au point d'en avoir pleurée après la balle de match.

### 2018: la consécration,1ertitreen Premier 5 à Cincinnati et meilleur classement de fin de saison
Après un début d'année catastrophique, Kiki Bertens remporte le titre lors du Volvo Car Open de Charleston le 8 avril, en dominant aisément l'Allemande Julia Görges en deux sets secs (6-2, 6-1). Les deux joueuses avaient disputé leur demi-finale quelques heures auparavant où elle avait remportée son match difficilement (6-4, 6-72, 7-65) face à Madison Keys. La principale intéressée s'est réjouie de cette victoire, déclarant notamment effectuer un « début parfait de saison sur terre battue ». Après au tournoi de Madrid, elle passe en deux manches María Sákkari (6-4, 6-4), puis la tête de série numéro 15, Anastasija Sevastova (6-1, 6-4) et la no 2 mondiale, Caroline Wozniacki (6-2, 6-2) pour arriver an 1/4 de finale. Là elle s'offre Maria Sharapova (4-6, 6-2, 6-3) en faisant preuve de patience après la perte du premier set, puis elle bat facilement (6-2, 6-2) en tout juste une heure, la 7e mondiale Caroline Garcia pour atteindre sa première finale de Premier Mandatory. Dans un match intense et serré, elle s'incline (6-76, 6-4, 3-6) en 2 h 52 contre la 10e mondiale, Petra Kvitová. Enfin à Roland-Garros après deux premiers tours réussis contre les Biélorusses Aryna Sabalenka et Aliaksandra Sasnovich, elle perd en deux tie-breaks contre la tête de série numéro 12, Angelique Kerber.
Après une tournée préparatoire sur gazon compliquée, Bertens s'avance à Wimbledon sans repères en tant que tête de série numéro 20. Elle passe tranquillement la qualifiée Barbora Štefková, puis Anna Blinkova avant de vaincre dans un long bras de fer, la finaliste sortante et 9e mondiale, Venus Williams (6-2, 6-75, 8-6) pour atteindre la seconde semaine. Puis confirme sa victoire en s'imposant (6-3, 7-61) face à la 8e mondiale, Karolína Plíšková et ralliant pour la première fois les quarts de finale au All England Club,. Après le gain du premier set, elle s'incline (6-3, 5-7, 1-6) contre la tête de série numéro 13, Julia Görges en presque deux heures.
Sur le ciment américain à Montréal, Bertens atteint les quarts après ses victoires sur la 9e et 8e mondiale, Karolína Plíšková (6-2, 6-2) et Petra Kvitová (6-3, 6-2). Elle se fait sèchement battre (3-6, 1-6) par Ashleigh Barty en moins d'une heure. Après elle enchaîne avec le tournoi de Cincinnati, passant sans encombre Coco Vandeweghe, puis profitant de l'abandon de la no 2 mondiale, Caroline Wozniacki après avoir remporté le set. Par la suite elle monte en régime, ne perdant qu'un set contre Anett Kontaveit, après en quart de finale, elle vainc la 7e mondiale Elina Svitolina (6-4, 6-3) pour atteindre le dernier carré. En 1 h 54, elle s'impose de nouveau contre Petra Kvitová (3-6, 6-4, 6-2) dans un match plus serré pour atteindre la finale. Mal embarquée dans sa finale face à la no 1 mondiale, Simona Halep après avoir été menée et en ayant réussi à sauver une balle de match ; Bertens retourne la rencontre pour s'imposer en deux heures (2-6, 7-66, 6-2) et remporte son premier titre de cette catégorie, le plus important de sa carrière. Au classement du 20 août, elle atteint la 13e place mondiale, soit son meilleur classement.
En tant que potentielle lauréate à l'US Open, elle s'incline malgré tout au 3e tour contre la jeune Markéta Vondroušová (6-74, 6-2, 6-71) dans une rencontre à multiples rebondissements.
Sur la tournée asiatique, elle remporte son 7e titre à Séoul après des victoires significatives sur María Sákkari et Ajla Tomljanović (7-62, 4-6, 6-2) en finale.
Le 21 octobre débute le Masters à Singapour, qu'elle participe pour la première fois et étant placé dans le groupe rouge avec la no 2 Angelique Kerber, la no 4 mondiale Naomi Osaka et la no 6 Sloane Stephens. Pour son premier match, elle s'offre (1-6, 6-3, 6-4) en deux heures Kerber en retournant le match mais échoue pour son second match face à Stephens (6-74, 6-2, 3-6) en 2 h 20 au terme d'une grosse bataille. Elle profite de l'abandon d'Osaka en 47 minutes après le gain du premier set pour son dernier match de poule et la qualifiant pour le dernier carré. Au terme d'un thriller de 2 h 37 de jeu, elle s'incline (5-7, 7-65, 4-6) face à la 7e mondiale et future lauréate, Elina Svitolina.
Elle termine finalement l'année à la 9e place mondiale, avec en point d'orgue son titre à Cincinnati.

### 2019: meilleur classement en carrière,1ertitreen Premier Mandatory à Madrid et déception en Grand Chelem
En janvier à Sydney, elle perd en demi-finale contre la locale Ashleigh Barty en trois sets accrochés. À l'Open d'Australie, Bertens déçoit en s'inclinant au 2e tour face à Anastasia Pavlyuchenkova en trois manches.
Lors du tournoi de Saint-Pétersbourg en tant que tête de série numéro 2. Elle se qualifie pour la finale après sa revanche sur la Russe Pavlyuchenkova (6-2, 3-6, 6-0) et la 10e mondiale, Aryna Sabalenka (7-65, 6-2) en 1 h 38. Elle remporte le premier titre de sa saison face à la Croate Donna Vekić (7-62, 6-4) et lançant enfin son année.

## Palmarès

### Titres en simple dames
| No | Date       | Nom et lieu du tournoi                          | Catégorie | Dotation      | Surface      | Finaliste            | Score          |          |
| -- | ---------- | ----------------------------------------------- | --------- | ------------- | ------------ | -------------------- | -------------- | -------- |
| 1  | 23-04-2012 | GP Princesse Lalla Meryem, Fès                  | Intern'l  | 220 000 $     | Terre (ext.) | Laura Pous Tió       | 7-5, 6-0       | Parcours |
| 2  | 15-05-2016 | Nürnberger Versicherungscup, Nuremberg          | Intern'l  | 250 000 $     | Terre (ext.) | Mariana Duque Mariño | 6-2, 6-2       | Parcours |
| 3  | 21-05-2017 | Nürnberger Versicherungscup, Nuremberg          | Intern'l  | 250 000 $     | Terre (ext.) | Barbora Krejčíková   | 6-2, 6-1       | Parcours |
| 4  | 17-07-2017 | Ladies Championship Gstaad, Gstaad              | Intern'l  | 250 000 $     | Terre (ext.) | Anett Kontaveit      | 6-4, 3-6, 6-1  | Parcours |
| 5  | 02-04-2018 | Volvo Car Open, Charleston                      | Premier   | 800 000 $     | Terre (ext.) | Julia Görges         | 6-2, 6-1       | Parcours |
| 6  | 13-08-2018 | Western & Southern Open, Cincinnati             | Premier 5 | 2 874 299 $   | Dur (ext.)   | Simona Halep         | 2-6, 7-66, 6-2 | Parcours |
| 7  | 17-09-2018 | Korea Open, Séoul                               | Intern'l  | 250 000 $     | Dur (ext.)   | Ajla Tomljanović     | 7-62, 4-6, 6-2 | Parcours |
| 8  | 28-01-2019 | St. Petersburg Ladies Trophy, Saint-Pétersbourg | Premier   | 823 000 $     | Dur (int.)   | Donna Vekić          | 7-62, 6-4      | Parcours |
| 9  | 04-05-2019 | Mutua Madrid Open, Madrid                       | PREMIER*  | 6 536 160 € $ | Terre (ext.) | Simona Halep         | 6-4, 6-4       | Parcours |
| 10 | 10-02-2020 | St. Petersburg Ladies Trophy, Saint-Pétersbourg | Premier   | 782 900 $     | Dur (int.)   | Elena Rybakina       | 6-1, 6-3       | Parcours |

### Finales en simple dames
| No | Date       | Nom et lieu du tournoi             | Catégorie    | Dotation    | Surface      | Vainqueure        | Score          |          |
| -- | ---------- | ---------------------------------- | ------------ | ----------- | ------------ | ----------------- | -------------- | -------- |
| 1  | 11-07-2016 | Ladies Championship Gstaad, Gstaad | Intern'l     | 250 000 $   | Terre (ext.) | Viktorija Golubic | 4-6, 6-3, 6-4  | Parcours |
| 2  | 05-05-2018 | Mutua Madrid Open, Madrid          | PREMIER*     | 6 685 828 $ | Terre (ext.) | Petra Kvitová     | 7-66, 4-6, 6-3 | Parcours |
| 3  | 10-06-2019 | Libéma Open, Bois-le-Duc           | Intern'l     | 226 750 $   | Gazon (ext.) | Alison Riske      | 0-6, 7-63, 7-5 | Parcours |
| 4  | 22-07-2019 | 30° Palermo Ladies Open, Palerme   | Intern'l     | 226 750 € $ | Terre (ext.) | Jil Teichmann     | 7-63, 6-2      | Parcours |
| 5  | 22-10-2019 | WTA Elite Trophy, Zhuhai           | Elite Trophy | 2 419 844 $ | Dur (int.)   | Aryna Sabalenka   | 6-4, 6-2       | Parcours |

### Titres en double dames
| No | Date       | Nom et lieu du tournoi                | Catégorie | Dotation    | Surface      | Partenaire      | Finalistes                          | Score             |          |
| -- | ---------- | ------------------------------------- | --------- | ----------- | ------------ | --------------- | ----------------------------------- | ----------------- | -------- |
| 1  | 11-01-2015 | Hobart International Hobart           | Intern'l  | 250 000 $   | Dur (ext.)   | Johanna Larsson | Vitalia Diatchenko Monica Niculescu | 7-5, 6-3          | Parcours |
| 2  | 13-07-2015 | Swedish Open Båstad                   | Intern'l  | 250 000 $   | Terre (ext.) | Johanna Larsson | Tatjana Maria Olga Savchuk          | 7-5, 6-4          | Parcours |
| 3  | 15-05-2016 | Nürnberger Versicherungscup Nuremberg | Intern'l  | 250 000 $   | Terre (ext.) | Johanna Larsson | Shuko Aoyama Renata Voráčová        | 6-3, 6-4          | Parcours |
| 4  | 10-10-2016 | Generali Ladies Linz                  | Intern'l  | 250 000 $   | Dur (int.)   | Johanna Larsson | Anna-Lena Grönefeld Květa Peschke   | 4-6, 6-2, [10-7]  | Parcours |
| 5  | 17-10-2016 | BNP Paribas Open Luxembourg           | Intern'l  | 250 000 $   | Dur (int.)   | Johanna Larsson | Monica Niculescu Patricia Maria Țig | 4-6, 7-5, [11-9]  | Parcours |
| 6  | 02-01-2017 | ASB Classic Auckland                  | Intern'l  | 250 000 $   | Dur (ext.)   | Johanna Larsson | Demi Schuurs Renata Voráčová        | 6-2, 6-2          | Parcours |
| 7  | 17-07-2017 | Ladies Championship Gstaad Gstaad     | Intern'l  | 250 000 $   | Terre (ext.) | Johanna Larsson | Viktorija Golubic Nina Stojanović   | 7-64, 4-6, [10-7] | Parcours |
| 8  | 18-09-2017 | Korea Open Séoul                      | Intern'l  | 250 000 $   | Dur (ext.)   | Johanna Larsson | Luksika Kumkhum Peangtarn Plipuech  | 6-4, 6-1          | Parcours |
| 9  | 09-10-2017 | Upper Austria Ladies Linz Linz        | Intern'l  | 250 000 $   | Dur (int.)   | Johanna Larsson | Natela Dzalamidze Xenia Knoll       | 3-6, 6-3, [10-4]  | Parcours |
| 10 | 31-12-2017 | Brisbane International Brisbane       | Premier   | 1 000 000 $ | Dur (ext.)   | Demi Schuurs    | Andreja Klepač María José Martínez  | 7-5, 6-2          | Parcours |

### Finales en double dames
| No | Date       | Nom et lieu du tournoi          | Catégorie | Dotation    | Surface      | Vainqueures                          | Partenaire       | Score             |          |
| -- | ---------- | ------------------------------- | --------- | ----------- | ------------ | ------------------------------------ | ---------------- | ----------------- | -------- |
| 1  | 21-09-2015 | Korea Open Séoul                | Intern'l  | 500 000 $   | Dur (ext.)   | Lara Arruabarrena Andreja Klepač     | Johanna Larsson  | 2-6, 6-3, [10-6]  | Parcours |
| 2  | 22-02-2016 | Abierto Mexicano Acapulco       | Intern'l  | 250 000 $   | Dur (ext.)   | Anabel Medina Arantxa Parra Santonja | Johanna Larsson  | 6-0, 6-4          | Parcours |
| 3  | 12-06-2017 | Ricoh Open Bois-le-Duc          | Intern'l  | 250 000 $   | Gazon (ext.) | Dominika Cibulková Kirsten Flipkens  | Demi Schuurs     | 4-6, 6-4, [10-6]  | Parcours |
| 4  | 22-10-2017 | WTA Finals Singapour            | Masters   | 7 000 000 $ | Dur (int.)   | Tímea Babos Andrea Hlaváčková        | Johanna Larsson  | 4-6, 6-4, [10-5]  | Parcours |
| 5  | 11-06-2018 | Libéma Open Bois-le-Duc         | Intern'l  | 250 000 $   | Gazon (ext.) | Elise Mertens Demi Schuurs           | Kirsten Flipkens | 3-3 ab.           | Parcours |
| 6  | 06-01-2020 | Brisbane International Brisbane | Premier   | 1 434 900 $ | Dur (ext.)   | Hsieh Su-wei Barbora Strýcová        | Ashleigh Barty   | 3-6, 7-67, [10-8] | Parcours |

## Parcours en Grand Chelem

### En simple dames
| Année | Open d'Australie | Open d'Australie   | Internationaux de France | Internationaux de France | Wimbledon       | Wimbledon          | US Open         | US Open             |
| ----- | ---------------- | ------------------ | ------------------------ | ------------------------ | --------------- | ------------------ | --------------- | ------------------- |
| 2011  | —                | —                  | Q1                       | Yvonne Meusburger        | —               | —                  | Q1              | Jessica Pegula      |
| 2012  | Q2               | Olga Savchuk       | 1er tour (1/64)          | Christina McHale         | 2e tour (1/32)  | Yaroslava Shvedova | 2e tour (1/32)  | Olga Puchkova       |
| 2013  | 1er tour (1/64)  | Lucie Hradecká     | 1er tour (1/64)          | Sorana Cîrstea           | 1er tour (1/64) | Yaroslava Shvedova | 1er tour (1/64) | Zheng Jie           |
| 2014  | 1er tour (1/64)  | Ana Ivanović       | 1/8 de finale            | Andrea Petkovic          | Q1              | Eri Hozumi         | 1er tour (1/64) | Timea Bacsinszky    |
| 2015  | 2e tour (1/32)   | Eugenie Bouchard   | 1er tour (1/64)          | Svetlana Kuznetsova      | 1er tour (1/64) | Petra Kvitová      | 2e tour (1/32)  | Serena Williams     |
| 2016  | 1er tour (1/64)  | Laura Siegemund    | 1/2 finale               | Serena Williams          | 3e tour (1/16)  | Simona Halep       | 1er tour (1/64) | Ana Konjuh          |
| 2017  | 1er tour (1/64)  | Varvara Lepchenko  | 2e tour (1/32)           | Catherine Bellis         | 1er tour (1/64) | Sorana Cîrstea     | 1er tour (1/64) | María Sákkari       |
| 2018  | 3e tour (1/16)   | Caroline Wozniacki | 3e tour (1/16)           | Angelique Kerber         | 1/4 de finale   | Julia Görges       | 3e tour (1/16)  | Markéta Vondroušová |
| 2019  | 2e tour (1/32)   | A. Pavlyuchenkova  | 2e tour (1/32)           | Viktória Kužmová         | 3e tour (1/16)  | Barbora Strýcová   | 3e tour (1/16)  | Julia Görges        |
| 2020  | 1/8 de finale    | Garbiñe Muguruza   | 1/8 de finale            | Martina Trevisan         | Annulé          | Annulé             | —               | —                   |
| 2021  | —                | —                  | 1er tour (1/64)          | Polona Hercog            | 1er tour (1/64) | Marta Kostyuk      | —               | —                   |

N.B. : à droite du résultat se trouve le nom de l'ultime adversaire.

### En double dames
| Année | Open d'Australie         | Open d'Australie     | Internationaux de France | Internationaux de France | Wimbledon                | Wimbledon          | US Open                | US Open               |
| ----- | ------------------------ | -------------------- | ------------------------ | ------------------------ | ------------------------ | ------------------ | ---------------------- | --------------------- |
| 2012  | —                        | —                    | 1er tour (1/32) Marosi   | Chan H. Chan Y.          | —                        | —                  | 1er tour (1/32) Rus    | Benešová Strýcová     |
| 2013  | 1er tour (1/32) Malek    | Johansson Parmentier | 1er tour (1/32) Maria    | Grönefeld Peschke        | —                        | —                  | 2e tour (1/16) Larsson | Mladenovic Voskoboeva |
| 2014  | 1er tour (1/32) Flipkens | Hradecká Krajicek    | —                        | —                        | —                        | —                  | 1er tour (1/32) Peer   | Hlavácková Zheng Jie  |
| 2015  | 1/4 de finale Larsson    | Görges Grönefeld     | 1er tour (1/32) Larsson  | Kichenok Savchuk         | 1er tour (1/32) Riske    | Raquel Kops Spears | 1/8 de finale Larsson  | Garcia Srebotnik      |
| 2016  | 1er tour (1/32) Larsson  | Kuznetsova Vinci     | 1/4 de finale Larsson    | Garcia Mladenovic        | 2e tour (1/16) Larsson   | Grönefeld Peschke  | 2e tour (1/16) Larsson | Muhammad Townsend     |
| 2017  | 2e tour (1/16) Larsson   | Golubic Plíšková     | 1/8 de finale Larsson    | Chan Y. Hingis           | 1er tour (1/32) Larsson  | Bondarenko Krunic  | 1/8 de finale Larsson  | Hradecká Siniaková    |
| 2018  | 1er tour (1/32) Larsson  | Kichenok Rodionova   | 1/8 de finale Larsson    | Krejcíková Siniaková     | 1/8 de finale Larsson    | Rosolska Spears    | 2e tour (1/16) Larsson | Hibino Kalashnikova   |
|       |                          |                      |                          |                          |                          |                    |                        |                       |
| 2021  | —                        | —                    | —                        | —                        | 1er tour (1/32) Kerkhove | Lechemia Neel      | —                      | —                     |

N.B. : le nom de la partenaire se trouve sous le résultat ; le nom des ultimes adversaires se trouve à droite.

### En double mixte
| Année | Open d'Australie | Open d'Australie | Internationaux de France | Internationaux de France | Wimbledon                 | Wimbledon              | US Open | US Open |
| ----- | ---------------- | ---------------- | ------------------------ | ------------------------ | ------------------------- | ---------------------- | ------- | ------- |
| 2016  | —                | —                | —                        | —                        | 2e tour (1/16) J-J. Rojer | J. Ostapenko O. Marach | —       | —       |

N.B. : le nom du partenaire se trouve sous le résultat ; le nom des ultimes adversaires se trouve à droite.

## Parcours en «Premier» et «WTA 1000»
Les tournois WTA « Premier Mandatory » et « Premier 5 » (entre 2009 et 2020) et WTA 1000 (à partir de 2021) constituent les catégories d'épreuves les plus prestigieuses, après les quatre levées du Grand Chelem.

### En simple dames
| Année |              | Premier Mandatory             | Premier Mandatory             | Premier Mandatory             | Premier Mandatory           |       | Premier 5 | Premier 5                    | Premier 5                  | Premier 5                    | Premier 5                        | Premier 5 | Premier 5                        |
| Année | Indian Wells | Miami                         | Madrid                        | Pékin                         |                             | Dubaï | Rome      | Canada                       | Cincinnati                 |                              | Tokyo                            |           |                                  |
| Année | Indian Wells | Miami                         | Madrid                        | Pékin                         |                             | Doha  | Rome      | Canada                       | Cincinnati                 |                              | Wuhan                            |           |                                  |
| Année | Indian Wells | Miami                         | Madrid                        | Pékin                         |                             |       | Rome      | Canada                       | Cincinnati                 |                              |                                  |           |                                  |
| 2012  |              |                               |                               |                               |                             |       |           |                              |                            | 2e tour (1/16) C. Wozniacki  | 1er tour (1/32) S. Karatantcheva |           |                                  |
| 2013  |              | 2e tour (1/32) M. Barthel     | 2e tour (1/32) Li N.          | 1er tour (1/32) A. Cornet     |                             |       |           |                              | 2e tour (1/16) S. Stephens | 2e tour (1/16) K. Flipkens   |                                  |           |                                  |
| 2014  |              |                               | 2e tour (1/32) S. Stosur      |                               |                             |       |           |                              |                            | 1er tour (1/32) K. Koukalová |                                  |           |                                  |
| 2015  |              | 1er tour (1/64) B. Jovanovski | 1er tour (1/64) P. Parmentier |                               |                             |       |           |                              |                            |                              |                                  |           |                                  |
| 2016  |              | 1er tour (1/64) C. Vandeweghe | 3e tour (1/16) A. Kerber      |                               |                             |       |           |                              | 1er tour (1/32) T. Babos   |                              | 1er tour (1/32) A. Cornet        |           |                                  |
| 2017  |              | 3e tour (1/16) T. Bacsinszky  | 2e tour (1/32) R. Ozaki       | 1/4 de finale A. Sevastova    | 1er tour (1/32) A. Petkovic |       |           | 1er tour (1/32) C. McHale    | 1/2 finale S. Halep        |                              | 2e tour (1/16) J. Konta          |           | 2e tour (1/16) V. Lepchenko      |
| 2018  |              | 2e tour (1/32) S. Williams    | 3e tour (1/16) V. Williams    | Finale P. Kvitová             | 3e tour (1/8) K. Siniaková  |       |           |                              | 1er tour (1/32) M. Sákkari | 1/4 de finale A. Barty       | Victoire S. Halep                |           | 2e tour (1/16) A. Pavlyuchenkova |
| 2019  |              | 4e tour (1/8) G. Muguruza     | 4e tour (1/8) A. Barty        | Victoire S. Halep             | 1/2 finale A. Barty         |       |           | 2e tour (1/16) V. Kužmová    | 1/2 finale J. Konta        | 3e tour (1/8) B. Andreescu   | 2e tour (1/16) V. Williams       |           | 3e tour (1/8) A. Sabalenka       |
| 2020  |              |                               |                               |                               |                             |       |           | 3e tour (1/8) Zheng S.       | 2e tour (1/16) P. Hercog   |                              |                                  |           |                                  |
|       |              | WTA 1000                      |                               |                               |                             |       |           |                              |                            |                              |                                  |           |                                  |
| 2021  |              |                               | 2e tour (1/32) L. Samsonova   | 2e tour (1/16) V. Kudermetova |                             |       |           | 2e tour (1/16) T. Martincová |                            |                              |                                  |           |                                  |

Sous le résultat, l’ultime adversaire.

## Parcours aux Masters

### En simple dames
| # | Date       | Nom de l'édition                 | ($)        | Surface    | Résultat               | Ultime(s) adversaire(s) | Score          |          |
| - | ---------- | -------------------------------- | ---------- | ---------- | ---------------------- | ----------------------- | -------------- | -------- |
| 1 | 21/10/2018 | BNP Paribas WTA Finals Singapour | 7 000 000  | Dur (int.) | 1/2 finale             | Elina Svitolina         | 7-5, 6-74, 6-4 | Parcours |
| 2 | 27/10/2019 | Shiseido WTA Finals Shenzhen     | 14 000 000 | Dur (int.) | Round Robin (victoire) | Ashleigh Barty          | 3-6, 6-3, 6-4  | Parcours |
| 2 | 27/10/2019 | Shiseido WTA Finals Shenzhen     | 14 000 000 | Dur (int.) | Round Robin (défaite)  | Belinda Bencic          | 7-5, 1-0 ab.   | Parcours |

### En double dames
| # | Date       | Nom de l'édition                 | ($)       | Surface    | Résultat | Partenaire      | Ultimes adversaires           | Score            |          |
| - | ---------- | -------------------------------- | --------- | ---------- | -------- | --------------- | ----------------------------- | ---------------- | -------- |
| 1 | 22/10/2017 | BNP Paribas WTA Finals Singapour | 7 000 000 | Dur (int.) | Finale   | Johanna Larsson | Tímea Babos Andrea Hlaváčková | 4-6, 6-4, [10-5] | Parcours |

## Parcours aux Jeux olympiques

### En simple dames
| # | Date       | Nom de l'olympiade                  | Surface    | Résultat        | Ultime adversaire   | Score         |          |
| - | ---------- | ----------------------------------- | ---------- | --------------- | ------------------- | ------------- | -------- |
| 1 | 06/08/2016 | Olympic Tennis Event Rio de Janeiro | Dur (ext.) | 1er tour (1/32) | Sara Errani         | 4-6, 6-4, 6-3 | Parcours |
| 2 | 31/07/2021 | Olympic Tennis Event Tokyo          | Dur (ext.) | 1er tour (1/32) | Markéta Vondroušová | 6-4, 3-6, 6-4 | Parcours |

### En double dames
| # | Date       | Nom de l'olympiade         | Surface    | Résultat       | Partenaire   | Ultimes adversaires                | Score            |          |
| - | ---------- | -------------------------- | ---------- | -------------- | ------------ | ---------------------------------- | ---------------- | -------- |
| 1 | 31/07/2021 | Olympic Tennis Event Tokyo | Dur (ext.) | 1/8e de finale | Demi Schuurs | Elena Vesnina Veronika Kudermetova | 6-2, 3-6, [10-7] | Parcours |

### En double mixte
| # | Date       | Nom de l'olympiade                  | Surface    | Résultat        | Partenaire        | Ultimes adversaires       | Score              |          |
| - | ---------- | ----------------------------------- | ---------- | --------------- | ----------------- | ------------------------- | ------------------ | -------- |
| 1 | 06/08/2016 | Olympic Tennis Event Rio de Janeiro | Dur (ext.) | 1er tour (1/32) | Jean-Julien Rojer | Venus Williams Rajeev Ram | 64-7, 7-63, [10-8] | Parcours |

## Parcours en Fed Cup
| #                                                                  | Date       | Lieu        | Surface      | Gagnante(s)                         | Perdante(s)                   | Score          |          |
| ------------------------------------------------------------------ | ---------- | ----------- | ------------ | ----------------------------------- | ----------------------------- | -------------- | -------- |
|                                                                    |            |             |              |                                     |                               |                |          |
| 2014 - Barrage (groupe mondial II) - Pays-Bas - Japon - 3 : 2      |            |             |              |                                     |                               |                |          |
| 1                                                                  | 19/04/2014 | Bois-le-Duc | Terre (int.) | Kiki Bertens                        | Misaki Doi                    | 6-0, 7-63      | Parcours |
| 1                                                                  | 19/04/2014 | Bois-le-Duc | Terre (int.) | Kiki Bertens                        | Kurumi Nara                   | 7-65, 4-6, 9-7 | Parcours |
|                                                                    |            |             |              |                                     |                               |                |          |
| 2015 - 1er tour (groupe mondial II) - Pays-Bas - Slovaquie - 4 : 1 |            |             |              |                                     |                               |                |          |
| 2                                                                  | 07/02/2015 | Apeldoorn   | Terre (int.) | Anna K. Schmiedlová                 | Kiki Bertens                  | 6-2, 7-5       | Parcours |
| 2                                                                  | 07/02/2015 | Apeldoorn   | Terre (int.) | Kiki Bertens                        | Magdaléna Rybáriková          | 6-1, 2-6, 6-1  | Parcours |
|                                                                    |            |             |              |                                     |                               |                |          |
| 2015 - Barrage (groupe mondial I) - Pays-Bas - Australie - 4 : 1   |            |             |              |                                     |                               |                |          |
| 3                                                                  | 18/04/2015 | Bois-le-Duc | Terre (int.) | Kiki Bertens                        | Jarmila Gajdošová             | 6-1, 6-3       | Parcours |
| 3                                                                  | 18/04/2015 | Bois-le-Duc | Terre (int.) | Kiki Bertens                        | Casey Dellacqua               | 6-2, 6-3       | Parcours |
|                                                                    |            |             |              |                                     |                               |                |          |
| 2016 - 1er tour (groupe mondial) - Russie - Pays-Bas - 1 : 3       |            |             |              |                                     |                               |                |          |
| 4                                                                  | 06/02/2016 | Moscou      | Dur (int.)   | Kiki Bertens                        | Ekaterina Makarova            | 6-3, 6-4       | Parcours |
| 4                                                                  | 06/02/2016 | Moscou      | Dur (int.)   | Kiki Bertens                        | Svetlana Kuznetsova           | 6-1, 6-4       | Parcours |
|                                                                    |            |             |              |                                     |                               |                |          |
| 2016 - 1/2 finale (groupe mondial) - France - Pays-Bas - 3 : 2     |            |             |              |                                     |                               |                |          |
| 5                                                                  | 16/04/2016 | Trélazé     | Terre (int.) | Kiki Bertens                        | Caroline Garcia               | 6-4, 6-2       | Parcours |
| 5                                                                  | 16/04/2016 | Trélazé     | Terre (int.) | Kiki Bertens                        | Kristina Mladenovic           | 7-5, 6-4       | Parcours |
| 5                                                                  | 16/04/2016 | Trélazé     | Terre (int.) | Caroline Garcia Kristina Mladenovic | Kiki Bertens Richèl Hogenkamp | 4-6, 6-3, 6-3  | Parcours |
|                                                                    |            |             |              |                                     |                               |                |          |
| 2017 - 1er tour (groupe mondial) - Biélorussie - Pays-Bas : 4 : 1  |            |             |              |                                     |                               |                |          |
| 6                                                                  | 11/02/2017 | Minsk       | Dur (int.)   | Kiki Bertens                        | Aryna Sabalenka               | 3-6, 7-66, 6-4 | Parcours |
| 6                                                                  | 11/02/2017 | Minsk       | Dur (int.)   | Aliaksandra Sasnovich               | Kiki Bertens                  | 6-3, 6-4       | Parcours |
|                                                                    |            |             |              |                                     |                               |                |          |
| 2017 - Barrage (groupe mondial I) - Slovaquie - Pays-Bas - 2 : 3   |            |             |              |                                     |                               |                |          |
| 7                                                                  | 22/04/2017 | Bratislava  | Terre (int.) | Kiki Bertens                        | Rebecca Šramková              | 6-1, 6-3       | Parcours |
| 7                                                                  | 22/04/2017 | Bratislava  | Terre (int.) | Kiki Bertens                        | Jana Čepelová                 | 6-3, 6-3       | Parcours |

## Classements WTA en fin de saison
| Année          | 2008 | 2009 | 2010 | 2011 | 2012 | 2013 | 2014 | 2015 | 2016 | 2017 | 2018 | 2019 | 2020 |
| Rang en simple | 973  | 569  | 230  | 184  | 63   | 87   | 69   | 101  | 22   | 31   | 9    | 9    | 9    |
| Rang en double | 1008 | 519  | 312  | 195  | 296  | 326  | 251  | 38   | 37   | 19   | 43   | 178  | 116  |

Source : (en) Classements de Kiki Bertens sur le site officiel de la Fédération internationale de tennis

## Records et statistiques

### Victoires sur le top 10
Toutes ses victoires sur des joueuses classées dans le top 10 de la WTA lors de la rencontre.
| Légende      |
| Grand Chelem |
| Masters      |
| Premier      |
| Intern'l     |
| Fed Cup      |

|    | rang  |  | Tournoi           | Année | Surface      |                   | Adversaire         | Rang   | Tour           | Score          | Tableau |
| -- | ----- |  | ----------------- | ----- | ------------ | ----------------- | ------------------ | ------ | -------------- | -------------- | ------- |
| 1  | no 89 |  | Nuremberg         | 2016  | Terre battue |                   | Roberta Vinci      | no 7   | 1/8            | 6-4, 7-64      | Tableau |
| 2  | no 58 |  | Roland-Garros     | 2016  | Terre battue |                   | Angelique Kerber   | no 3   | 1/64           | 6-2, 3-6, 6-3  | Tableau |
| 3  | no 58 |  | Roland-Garros     | 2016  | Terre battue | Timea Bacsinszky  | no 9               | 1/4    | 7-5, 6-2       |                | Tableau |
| 4  | no 20 |  | Madrid            | 2018  | Terre battue |                   | Caroline Wozniacki | no 2   | 1/8            | 6-2, 6-2       | Tableau |
| 5  | no 20 |  | Madrid            | 2018  | Terre battue | Caroline Garcia   | no 7               | 1/2    | 6-2, 6-2       |                | Tableau |
| 6  | no 20 |  | Wimbledon         | 2018  | Gazon        |                   | Venus Williams     | no 9   | 1/16           | 6-2, 65-7, 8-6 | Tableau |
| 7  | no 20 |  | Wimbledon         | 2018  | Gazon        | Karolína Plíšková | no 8               | 1/8    | 6-3, 7-61      |                | Tableau |
| 8  | no 18 |  | Canada            | 2018  | Dur          |                   | Karolína Plíšková  | no 9   | 1/16           | 6-2, 6-2       | Tableau |
| 9  | no 18 |  | Canada            | 2018  | Dur          | Petra Kvitová     | no 8               | 1/8    | 6-3, 6-2       |                | Tableau |
| 10 | no 17 |  | Cincinnati        | 2018  | Dur          |                   | Caroline Wozniacki | no 2   | 1/16           | 6-4, ab.       | Tableau |
| 11 | no 17 |  | Cincinnati        | 2018  | Dur          | Elina Svitolina   | no 7               | 1/4    | 6-4, 6-3       |                | Tableau |
| 12 | no 17 |  | Cincinnati        | 2018  | Dur          | Petra Kvitová     | no 6               | 1/2    | 3-6, 6-4, 6-2  |                | Tableau |
| 13 | no 17 |  | Cincinnati        | 2018  | Dur          | Simona Halep      | no 1               | Finale | 2-6, 7-66, 6-2 |                | Tableau |
| 14 | no 9  |  | Masters           | 2018  | Dur (int.)   |                   | Angelique Kerber   | no 2   | Poules         | 1-6, 6-3, 6-4  | Tableau |
| 15 | no 9  |  | Masters           | 2018  | Dur (int.)   | Naomi Osaka       | no 4               | Poules | 6-3, ab.       |                | Tableau |
| 16 | no 8  |  | Saint-Pétersbourg | 2019  | Dur (int.)   |                   | Aryna Sabalenka    | no 10  | 1/2            | 7-65, 6-2      | Tableau |
| 17 | no 7  |  | Stuttgart         | 2019  | Terre battue |                   | Angelique Kerber   | no 5   | 1/4            | 6-3, 6-4       | Tableau |
| 18 | no 7  |  | Madrid            | 2019  | Terre battue |                   | Petra Kvitová      | no 2   | 1/4            | 6-2, 6-3       | Tableau |
| 19 | no 7  |  | Madrid            | 2019  | Terre battue | Sloane Stephens   | no 8               | 1/2    | 6-2, 7-5       |                | Tableau |
| 20 | no 7  |  | Madrid            | 2019  | Terre battue | Simona Halep      | no 3               | Finale | 6-4, 6-4       |                | Tableau |
| 21 | no 4  |  | Eastbourne        | 2019  | Gazon        |                   | Aryna Sabalenka    | no 10  | 1/4            | 6-4, 3-6, 6-4  | Tableau |
| 22 | no 8  |  | Pékin             | 2019  | Dur          |                   | Elina Svitolina    | no 3   | 1/4            | 7-66, 6-2      | Tableau |
| 23 | no 10 |  | Masters           | 2019  | Dur (int.)   |                   | Ashleigh Barty     | no 1   | Poules         | 3-6, 6-3, 6-4  | Tableau |